# Zeitschrift für Bauwesen
Die Zeitschrift für Bauwesen (Abkürzung: ZfBw) war eine in deutscher Sprache erscheinende Fachzeitschrift für Bauwesen und Architektur. Sie erschien erstmals 1851, von 1924 bis 1927 getrennt in einen Hochbau- und einen Ingenieurbau-Teil. 1931 wurde die Zeitschrift für Bauwesen mit dem Zentralblatt der Bauverwaltung vereinigt. Beide Zeitschriften erschienen im Verlag Wilhelm Ernst & Sohn in Berlin, der mit diesen beiden Titeln die damals führenden Fachzeitschriften für Bauingenieure im Programm hatte. Die Zeitschrift für Bauwesen hatte Ende des 19. Jahrhunderts eine Auflage von 13.000, das Zentralblatt der Bauverwaltung von 5.000 Exemplaren.
Inhalte der Zeitschrift für Bauwesen bildeten u. a. amtliche Mitteilungen, Vorstellungen von Neubauten im Hoch- und Ingenieursbau. Der Schwerpunkt der vorgestellten Bauten lag bei Verkehrsbauten und öffentlichen Gebäuden. Die Zeitschrift erschien mit unterschiedlicher Frequenz, mindestens jedoch vierteljährlich. Die meisten Jahrgänge haben zwölf Hefte, dazu kam neben dem Inhaltsverzeichnis noch ein Atlas mit Kupferstichen und Farbtafeln, der aufwendige Illustrationen – lange Jahre vorrangig von Otto Ebel erstellt – zu den Artikeln zusammenfasste.

## Redakteure
Herausgeber war erst das preußische Ministerium der öffentlichen Arbeiten und nach dem Ersten Weltkrieg das preußische Finanzministerium. Geleitet wurde die Zeitschrift u. a. von:
- 1851: Carl Hoffmann
- 1851–1875: Georg Erbkam
- 1876–1882: Karl Friedrich Endell
- 1883–1884: Ludwig von Tiedemann
- 1885–1912: Otto Sarrazin
- Carl Schäfer
- 1913–1918 Friedrich Schultze (Stellvertretender Schriftleiter 1901–1913)
- Gustav Meyer

Karl Hinckeldeyn, Oskar Hossfeld und Johann Wilhelm Schwedler gehörten zu den langjährigen Redakteuren.

## Statistik
Nach der Reichsgründung 1871 schien die Erhebung und Veröffentlichung einer einheitlichen, landesweiten Statistik des öffentlichen Bauwesens erstmals möglich. Der 1871 gegründete Dachverband Verband Deutscher Architekten- und Ingenieurvereine (VDAI) forderte ab 1876 die Einführung einer solchen Statistik. Die kommunale Bauverwaltung Berlins führte erste Versuche dazu aus, deren Ergebnisse Stadtbaurat Hermann Blankenstein 1879 und 1880 im Wochenblatt für Architekten und Ingenieure (ZDB-ID 161379-0) veröffentlichte. Im Auftrag des VDAI publizierte der Eisenbahn-Bauingenieur Wilhelm Housselle 1881 dann eine Denkschrift zur Baustatistik. Am 10. Februar 1881 erließ der Minister der öffentlichen Arbeiten Albert von Maybach einen Runderlass, mit dem alle königlichen Regierungen bzw. Landdrosteien angewiesen wurden, jahresweise statistische Angaben über die im abgelaufenen Jahr auf ihrem Gebiet vollendeten Hoch- und Wasserbauten an das Ministerium zu melden. Dabei sollten nur Neubauten mit einer Bausumme ab 10.000 Mark erfasst werden. Neben der ab 1881 verpflichtenden jährlichen Meldung sollten auch die Bauten seit Reichsgründung nacherfasst und gemeldet werden, um bessere Zeitreihen zu erhalten. Unmittelbar nach der Reichsgründung war durch die französischen Reparations-Zahlungen eine Hochkonjunktur ausgelöst worden, die zwar schon 1873 durch die Gründerkrise beendet wurde, aber eine nicht zu überblickende Menge von Bauprojekten hervorgebracht hatte.
Die Ergebnisse der Statistik wurden ab 1884 als Beilagen zur Zeitschrift für Bauwesen veröffentlicht. Die Veröffentlichung geschah in 14 Hauptgruppen:
- I. Kirchen, meist geteilt in Langhaus-Kirchen bzw. Kirchen mit mehreren Schiffen oder mit Kreuzgewölbe
- II. Pfarrhäuser, mit dem durch das Zölibat bedingt unterschiedlichen Raumbedarf geteilt in evangelische und katholische Pfarrhäuser
- III. Elementarschulen nebst Dienstwohnungen für Lehrer
- IV. Gymnasien, Realschulen und sonstige Schulgebäude der Sekundärbildung nebst Dienstwohnungen für Lehrer
- V. Seminare für die Lehrerbildung
- VI. Turnhallen
- VII. Universitätsbauten
- VIII. Wissenschaftliche und künstlerische Institute, Sammlungen, Museen
- IX. Technische Lehranstalten und Fachschulen
- X. Hospitäler und Krankenhäuser
- XI. Ministerial- und Regierungs-Gebäude
- XII. Gerichtsgebäude ohne Gefängnisse
- XIII. Gefängnisse und Strafanstalten
- XIV. Steueramtsgebäude
- XV. Wohngebäude für Förster
- XVI. Domänenbauten, insbesondere Wohngebäude für Pächter, Wirtschaftsgebäude und Stallungen
- XVII. Gestütsbauten
- XVIII. Hochbauten aus dem Ressort der Wasserbau-Verwaltung, wie Leuchttürme und Beamtenwohngebäude

Die Statistik für jede dieser Hauptgruppen wurde in einer oder mehreren Tabellen veröffentlicht. In der Haupttabelle gab es pro Bauwerk eine Zeile, wobei immer Name und Zweck des Bauwerks, Ort und Regierungsbezirk des Standorts, Jahr des Baubeginns und der Fertigstellung sowie die Kosten angegeben wurden. Dazu kamen die wichtigsten Abmessungen, kurze Angaben zu verwendeten Baumaterialien und Nutzungskennziffern wie die Anzahl der Schulplätze, welche die Errechnung von bezogenen Kosten ermöglichte. Typische Kennziffern wie Kosten pro Quadratmeter bebauter Grundfläche oder Kosten pro Kubikmeter umbautem Raum wurden direkt in der Tabelle angegeben. Diese Kosten beinhalten keine Grundstückskosten. Bei vielen Bauwerken findet sich in der Haupttabelle ein Grundriss im Maßstab 1:1000. Gleichartige Bauten (Typenbauten) wurden untereinander aufgeführt, um Wiederholungen des Grundrisses zu vermeiden. In besonderen Tabellen wurde neben der Haupttabelle u. a. eine Statistik der Bautätigkeit für Regierungsbezirke und ein Vergleich von bezogenen Kosten dargestellt.
Die Statistik wurde bis 1918 erhoben und nach Aufbereitung letztmals 1920 veröffentlicht. Sie deckt somit im Zeitraum 1871–1918 alle wesentlichen Staatsbauten im Hoch- und Wasserbau des Deutschen Reiches ab.